# Lona publicitaria

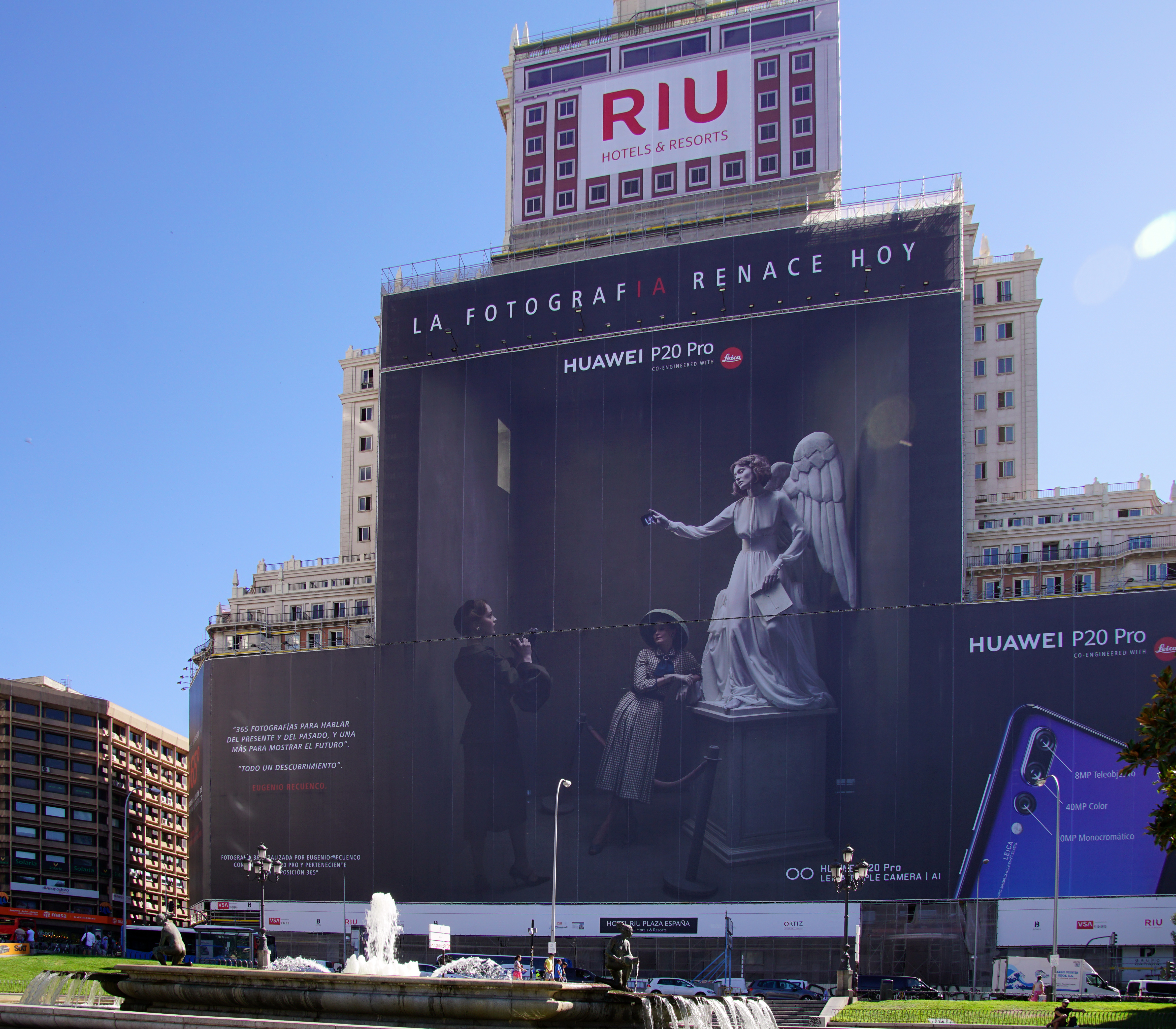
Lona en Madrid

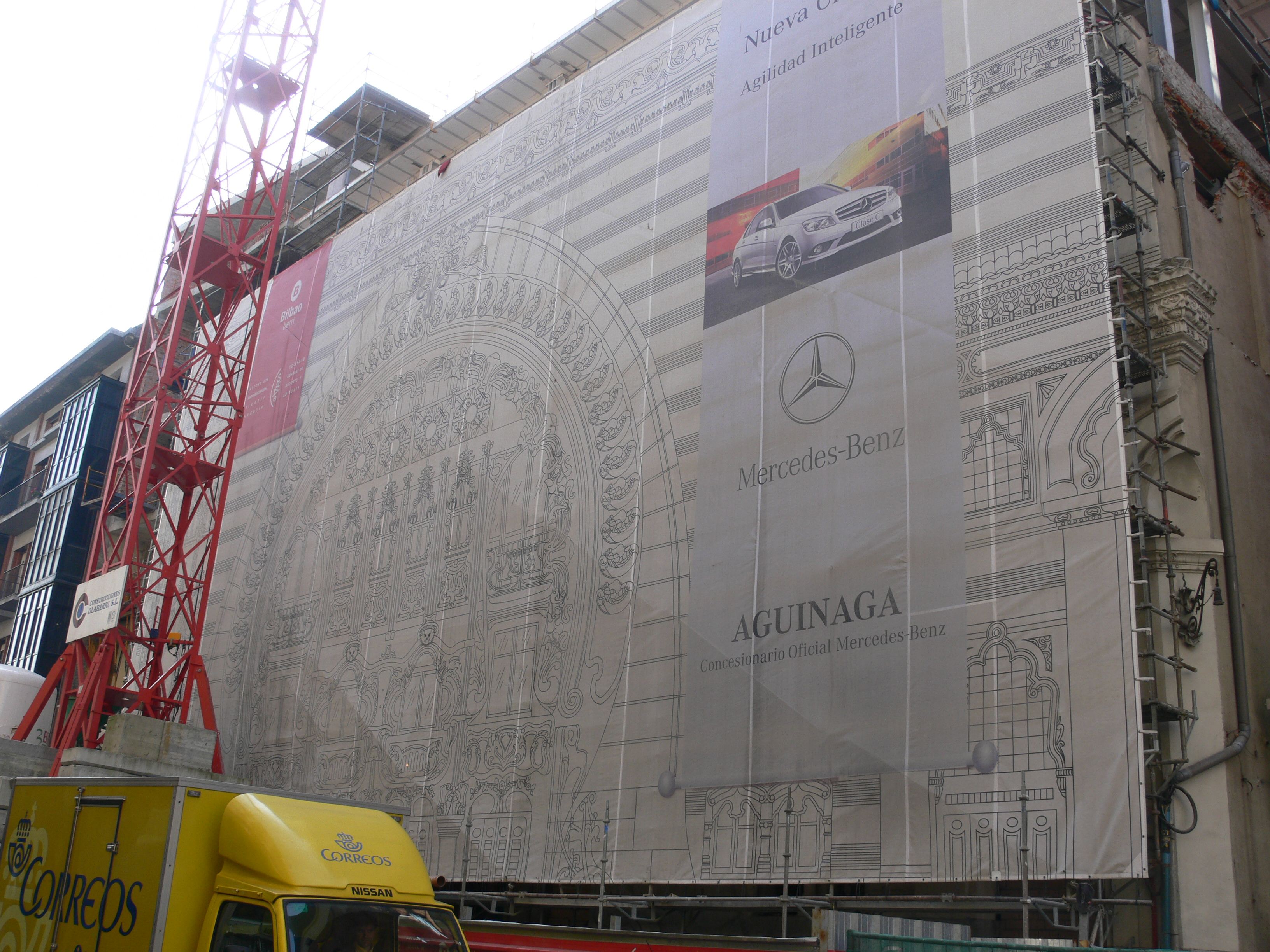
Lona publicitaria en Bilbao

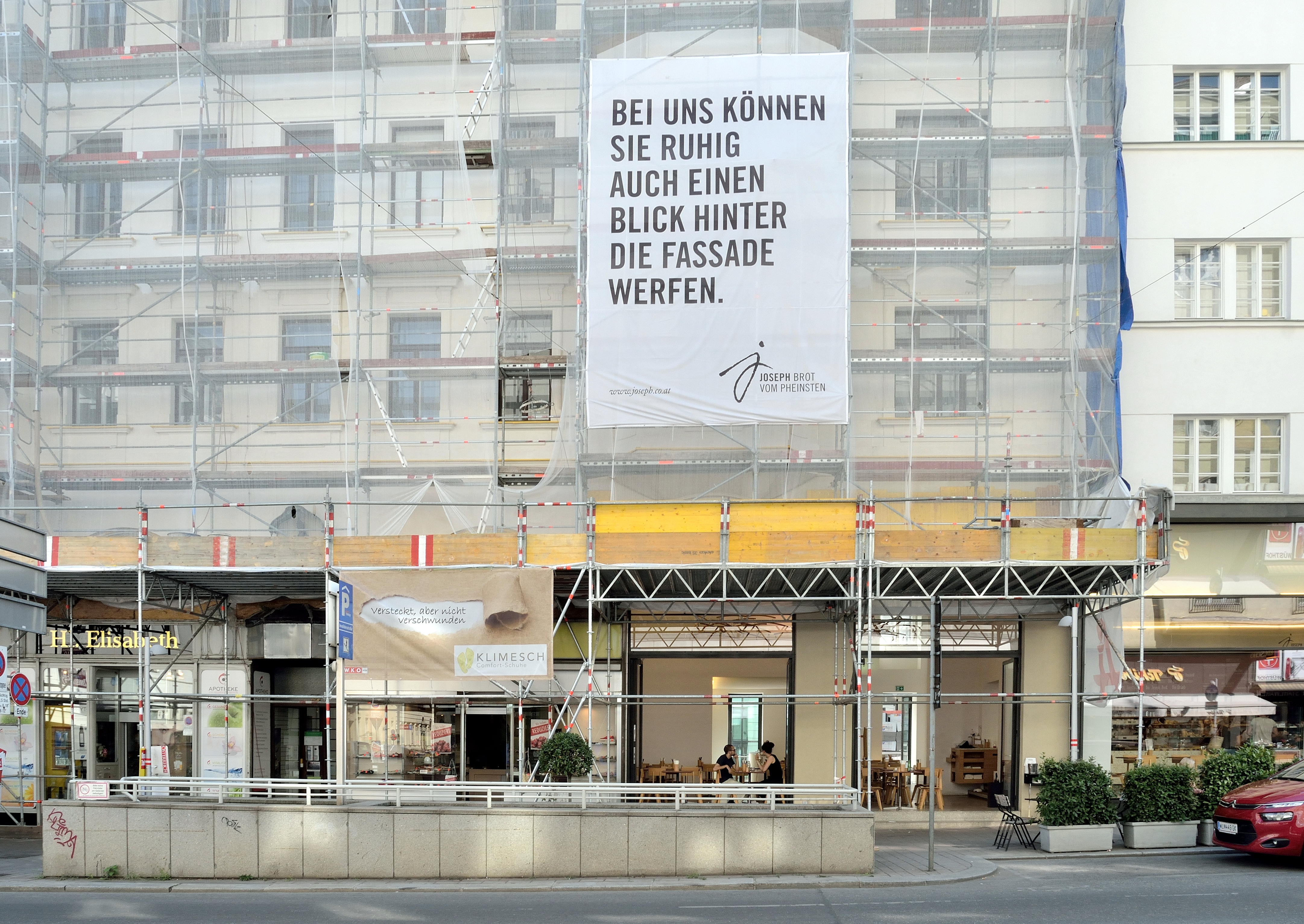
Lona publicitaria en Viena

La lona publicitaria es un soporte que se coloca al aire libre conteniendo imágenes, eslogans y otros mensajes publicitarios. Consiste en una tela serigrafiada de grandes dimensiones a la que se han practicado unos orificios laterales. A través de estos, se pasa una cuerda que se ata a determinados soportes exteriores quedando así expuesta en la vía pública. 
Sus ubicaciones más habituales son
- fachadas de edificios a las que se unen bien clavadas (si tienen carácter permanente) bien atadas a rejas, puertas, ventanas, etc. Son muy habituales en edificios públicos, tales como museos, teatros, centros cívicos, etc. sirviendo para dar a conocer determinados actos o agendas culturales. Sin embargo, también se encuentran en edificios privados como instrumento difusor de imagen o reclamo publicitario.
- andamios, durante el tiempo que dura la obra. En este caso, son muy demandadas las localizaciones en edificios céntricos y visibles que pueden conseguir un alto número de impactos publicitarios. Actualmente, las lonas de andamio alcanzan enormes dimensiones sin perder resolución haciéndose bien presentes en los cascos históricos de las ciudades.

Otras ubicaciones son:
- soportes móviles como en camiones o semirremolques publicitarios.
- laterales de grúas para promocionar generalmente el nombre de la empresa constructora.

Las ventajas de las lonas respecto del tradicional cartel de papel o cartón son las siguientes:
- no necesitan ser encoladas por lo que son más fáciles de instalar y retirar y pueden cambiar fácilmente de ubicación
- por su material de fabricación resisten mejor las variaciones climatológicas y fenómenos atmosféricos
- tienen mejor presencia que un cartel confiriendo a sus mensajes una connotación de calidad y prestigio
- Los vecinos del inmueble reciben un canon mensual durante el tiempo que dura la reforma de la fachada. Puede suponer incluso un superávit para las cuentas de la comunidad de propietarios